# Casa Gasull
La Casa Gasull és un edifici modernista tirant a noucentista de l'arquitecte Lluís Domènech i Muntaner a la ciutat de Reus, Baix Camp. L'edifici està situat al carrer de Sant Joan número 29 de Reus. Popularment la casa és coneguda com a Cal Gasull

## Descripció
L'edifici fa cantonada i té una façana que dona al carrer de Sant Joan i una altra al Mercat Central. En la construcció s'emfatitza la volumetria cúbica i s'anul·la la decoració escultòrica, donant importància als paraments llisos i a les superfícies planes.
És un edifici de tres plantes, amb les tres façanes de tractament unitari. La planta baixa és construïda sobre un basament de pedra, on s'obren grans finestres protegides per un enreixat de forja. Originàriament, a la façana del carrer de Sant Joan s'hi obrien dues portes bessones, una per l'habitatge i l'altra per al negoci, però la que donava accés directe a l'oficina va ser suprimida i transformada en finestra quan el propietari, Feliu Gasull, va ser assassinat per membres del Sindicat Únic el 10 de juny de 1921. La planta baixa, dedicada quasi tota a ús industrial, és una gran sala totalment diàfana, de sis metres d'alçada, coberta per una estructura de voltes de maó recolzades sobre jàsseres metàl·liques que formen arcs rebaixats. Al subsòl s'hi conserven encara en ús, més d'una trentena de grans trulls recoberts de ceràmica vidriada, necessaris per emmagatzemar l'oli. La planta principal està decorada amb esgrafiats i les baranes dels seus balcons estan formades per columnetes de ceràmica vidriada. L'última planta s'organitza mitjançant una galeria de finestres corregudes, separades per pilars de falsa obra vista i capitells de pedra que sostenen el coronament de l'edifici.

## Història
La Casa Gasull va ser construïda l'any 1911 per l'arquitecte Lluís Domènech i Montaner en col·laboració amb el seu fill Pere Domènech i Roura per encàrrec del comerciant d'olis Feliu Gasull i Roig, per acollir les instal·lacions industrials del seu important negoci d'olis fundat el 1835 i l'habitatge dels seus dos fills. Domènech va idear un edifici de grans dimensions que canvia el llenguatge arquitectònic que havia seguit fins a aquell moment, cosa que es fa evident al comparar-la amb la Casa Rull, casa modernista del mateix arquitecte construïda 10 anys abans, que es troba al costat.